# Trayon Bobb
Trayon Bobb (ur. 5 listopada 1993) – gujański piłkarz występujący na pozycji pomocnika, obecnie zawodnik trynidadzkiego Caledonia AIA.

## Kariera klubowa
Bobb rozpoczynał swoją karierę piłkarską w trynidadzkim zespole Caledonia AIA.

## Kariera reprezentacyjna
W 2010 roku Bobb znalazł się w składzie reprezentacji Gujany U-20 na kwalifikacje do Młodzieżowe Mistrzostwa Ameryki Północnej. Jego drużyna w fazie grupowej eliminacji zajęła drugie miejsce, przez co nie awansowała do właściwych rozgrywek. Sam zawodnik wystąpił w pięciu spotkaniach, wpisując się na listę strzelców w wygranym 2:1 meczu z Curaçao. W 2012 roku został ponownie powołany na kwalifikacje do Mistrzostw Ameryki Północnej U-20 – także tym razem jego kadra nie zdołała awansować do turnieju, a Bobb zdobył bramkę w przegranej 1:2 konfrontacji z Trynidadem i Tobago.
W seniorskiej reprezentacji Gujany Bobb zadebiutował 24 sierpnia 2011 w wygranym 2:1 meczu towarzyskim z Indiami. Premierowe gole w kadrze narodowej zdobył 7 września 2012 w zremisowanej 2:2 konfrontacji z Salwadorem w ramach eliminacji do Mistrzostw Świata 2014, kiedy to dwukrotnie wpisał się na listę strzelców.